# Мала Храдна
Мала Храдна (слч. Malá Hradná) насељено је мјесто са административним статусом сеоске општине (слч. obec) у округу Бановце на Бебрави, у Тренчинском крају, Словачка Република.

## Становништво
| Година:    | 1994. | 2004.   | 2014.   | 2024.    |
| ---------- | ----- | ------- | ------- | -------- |
| Број људи: | 422   | 387     | 364     | 407      |
| Разлика:   |       | -8,29 % | -5,94 % | +11,81 % |

| Година:    | 2023. | 2024.   |
| ---------- | ----- | ------- |
| Број људи: | 408   | 407     |
| Разлика:   |       | -0,24 % |

Према подацима о броју становника из 2011. године насеље је имало 367 становника.